# 13e étape du Tour de France 1993
Pour un article plus général, voir Tour de France 1993.
La 13e étape du Tour de France 1993 se déroule le 17 juillet. Elle part de Marseille et arrive à Montpellier, pour une distance de 181,5 kilomètres. L'étape est remportée par l'Allemand Olaf Ludwig tandis que Miguel Indurain conserve la tête du classement général.

## Classement de l'étape
Les dix premiers de l'étape sont :
| Classement de la 13e étape | Classement de la 13e étape | Classement de la 13e étape | Classement de la 13e étape | Classement de la 13e étape |
|                            | Coureur                    | Pays                       | Équipe                     | Temps                      |
| -------------------------- | -------------------------- | -------------------------- | -------------------------- | -------------------------- |
| 1er                        | Olaf Ludwig                | Allemagne                  | Telekom-Eddy Merckx        | en 4 h 13 min 10 s         |
| 2e                         | Djamolidine Abdoujaparov   | Ouzbékistan                | Lampre-Polti               | m.t.                       |
| 3e                         | Johan Museeuw              | Belgique                   | GB-MG Maglificio           | m.t.                       |
| 4e                         | Giovanni Fidanza           | Italie                     | Gatorade-Mega Drive        | m.t.                       |
| 5e                         | Frédéric Moncassin         | France                     | Wordperfect                | m.t.                       |
| 6e                         | Laurent Jalabert           | France                     | ONCE                       | m.t.                       |
| 7e                         | François Simon             | France                     | Castorama                  | m.t.                       |
| 8e                         | Christophe Capelle         | France                     | GAN                        | m.t.                       |
| 9e                         | Uwe Raab                   | Allemagne                  | Telekom-Eddy Merckx        | m.t.                       |
| 10e                        | Jelle Nijdam               | Pays-Bas                   | Wordperfect                | m.t.                       |
| modifier                   |                            |                            |                            |                            |